# テンプレートマッチング
テンプレートマッチング とは画像処理ないしコンピュータビジョンの一手法。デジタル画像処理で、テンプレート画像に一致する画像の小さな部分を見つける手法で特定のパターンを検出するための画像などを用意し、観測画像と照らしあわせて当該箇所を検出する。比較する方法はさまざまである。 これは、製造において品質管理の一部として、移動ロボットをナビゲートする方法、または画像内のエッジを検出する方法として使用が可能。

## 機能ベースのアプローチ

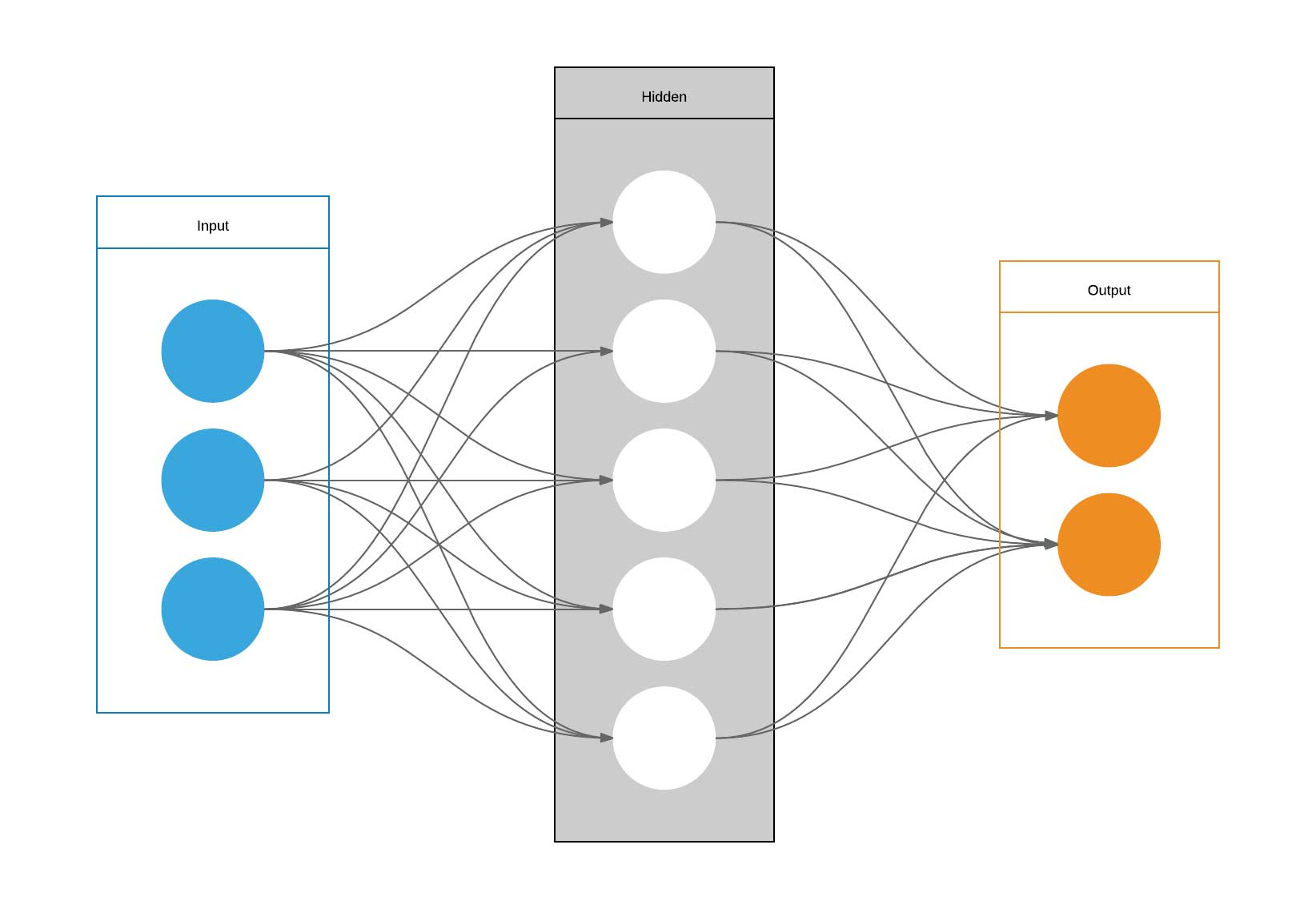
非表示レイヤーは、画像に関する分類情報を保持するベクトルを出力し、テンプレートマッチングアルゴリズムで画像の特徴として使用されます

## 実装
```
minSAD
 
=
 
VALUE_MAX
;

// loop through the search image

for
 
(
 
size_t
 
x
 
=
 
0
;
 
x
 
<=
 
S_cols
 
-
 
T_cols
;
 
x
++
 
)
 
{

  
for
 
(
 
size_t
 
y
 
=
 
0
;
 
y
 
<=
 
S_rows
 
-
 
T_rows
;
 
y
++
 
)
 
{

    
SAD
 
=
 
0.0
;

    
// loop through the template image

    
for
 
(
 
size_t
 
j
 
=
 
0
;
 
j
 
<
 
T_cols
;
 
j
++
 
)

      
for
 
(
 
size_t
 
i
 
=
 
0
;
 
i
 
<
 
T_rows
;
 
i
++
 
)
 
{

        
pixel
 
p_SearchIMG
 
=
 
S
[
y
+
i
][
x
+
j
];

        
pixel
 
p_TemplateIMG
 
=
 
T
[
i
][
j
];

		

        
SAD
 
+=
 
abs
(
 
p_SearchIMG
.
Grey
 
-
 
p_TemplateIMG
.
Grey
 
);

      
}

    
// save the best found position 

    
if
 
(
 
minSAD
 
>
 
SAD
 
)
 
{
 

      
minSAD
 
=
 
SAD
;

      
// give me min SAD

      
position
.
bestRow
 
=
 
y
;

      
position
.
bestCol
 
=
 
x
;

      
position
.
bestSAD
 
=
 
SAD
;

    
}

  
}

  

}

```